# بومن استلمنت (ویرجینیای غربی)
بومن استلمنت (به انگلیسی: Baughman Settlement) یک منطقهٔ مسکونی در ایالات متحده آمریکا است که در شهرستان هاردی، ویرجینیای غربی واقع شده‌است. بومن استلمنت  ۵۳۰٫۹۷ متر بالاتر از سطح دریا واقع شده‌است.